# Thelidium cataractarum
Thelidium cataractarum är en lavart som först beskrevs av Hepp, och fick sitt nu gällande namn av Knut Lönnroth. Thelidium cataractarum ingår i släktet Thelidium, och familjen Verrucariaceae. Arten är reproducerande i Sverige.